# Forum de Montréal
Das Forum de Montréal (englisch Montreal Forum) ist eine ehemalige Multifunktionsarena an der Metrostation Atwater in Montreal, Québec, Kanada. Das Forum wurde 1924 für die Eishockeymannschaft der Montreal Maroons fertiggestellt. Ab 1927 war es dann auch die  Heimspielstätte der Canadiens de Montréal aus der National Hockey League, die nach der Auflösung der Maroons 1938 Hauptmieter waren. Bis 1996 trugen die Canadiens dort ihre Heimspiele aus.

## Geschichte

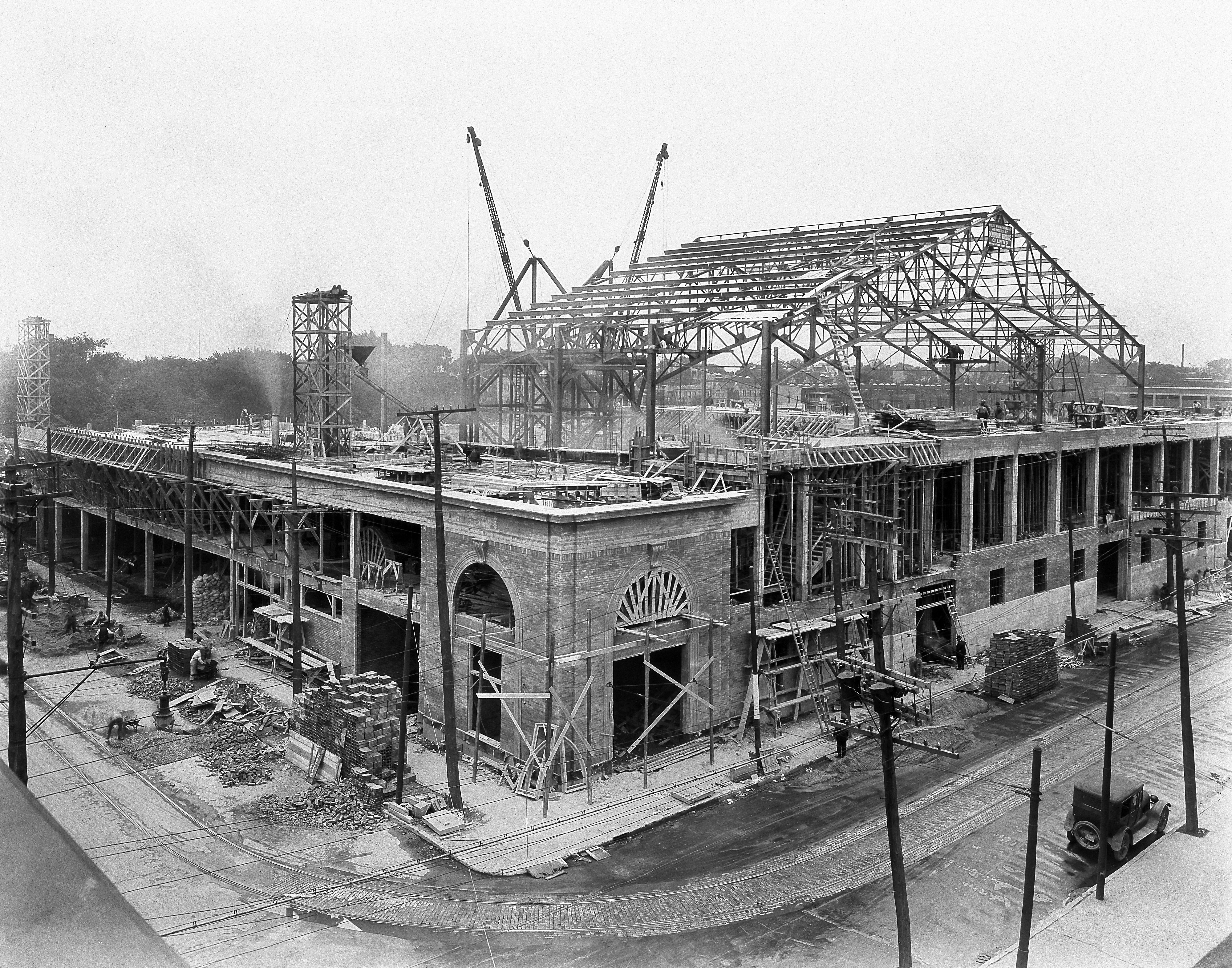
Das Forum de Montréal in Bau (1924)

Mit Neid blickte man in Montreal nach Ottawa, wo man bereits Anfang der 1920er Jahre eine Kunsteisbahn hatte. Gleichzeitig mit den Plänen wieder eine Mannschaft für die englischsprachige Bevölkerung zu gründen, wollte man auch ein modernes Stadion in der Stadt bauen. Der Initiator des Projekts war William Northey, der früher Präsident des ehemaligen Stanley-Cup-Gewinners Montréal AAA war. Er konnte den einflussreichen Donat Raymond für die Idee gewinnen, der die Beziehungen hatte, die für die Finanzierung des Projekts erforderlich waren. Bereits im März 1922 sprachen die beiden mit der Canadian Pacific Railway. Der Präsident der CPR Edward Beatty konnte für das Vorhaben gewonnen werden und schaffte es binnen eines Jahres mit Herbert Molson von der Molson-Brauerei und seinem Cousin William Molson, dem Gründer der Molson Bank, zwei weitere zahlungsstarke Unterstützer mit einzubeziehen. Im Frühjahr 1923 diskutierte man erstmals die Pläne des in Montreal bekannten Architekten John Smith Archibald. Mit Léo Dandurand war auch ein Vertreter der Canadiens eingebunden, was man der Öffentlichkeit damals aus taktischen Gründen vorenthielt. Die Canadiens hatten gerade einen sechs Jahre geltenden Vertrag mit der Mount Royal Arena abgeschlossen, doch auch ihnen war klar, dass dies keine dauerhafte Lösung war.
Im Juni 1924 hatte man 400.000 Dollar für den Baubeginn des Forum de Montréal zusammen und so konnte die Umsetzung beginnen. Die Bauzeit für das Forum betrug 159 Tage, ausgeführt wurde der Bau für 1,5 Mio. Kanadische Dollar von der Canadian Arena Company. Der Neubau wurde am 28. November 1924 eröffnet und hatte eine Kapazität vom 9.300 Plätzen.
In den ersten Jahren waren die Derbys zwischen den Maroons und den Canadiens die Höhepunkte. Das Stadion war dabei immer restlos ausverkauft. Mit Zusatztribünen fanden bei diesen Spielen über 10.000 Zuschauer Platz. Die Maroons waren in der Saison 1925/26 das erste Team, das im Forum den Stanley Cup gewinnen konnte. Zur Saison 1927/28 zogen auch die Canadiens aus der Mount Royal Arena ins Forum de Montréal.
Die Zuschauerkapazität wurde nach Umbauten in den Jahren 1949 und 1968 auf 17.959 Plätze, davon 1.600 Stehplätze, erweitert.
Die Arena war Schauplatz von 22 Stanley Cups der Canadiens und zwei der Maroons. Nur den Calgary Flames gelang als Auswärtsteam der Gewinn eines Stanley Cup im Forum.
Über die Jahrzehnte entwickelte sich diese Halle dann zum „Mekka des Eishockeys“. Hier fand ebenfalls das erste Spiel der legendären Summit Series 1972 zwischen der UdSSR und Kanada statt, welches die Sowjets mit 7:3 gewinnen konnten.
Neben dem Eishockey fanden im Forum auch andere wichtige Veranstaltungen statt, während der Olympischen Sommerspiele 1976 waren es zum Beispiel die Wettbewerbe im Boxen, Handball, Turnen, Volleyball und Basketball.
Auch Konzerte von Bands wie Rush, Van Halen und Queen wurde im Forum aufgezeichnet.

## Umzug und Verkauf
Doch irgendwann ging auch die Epoche des Forums vorbei, und man begann 1992 unweit des Forums am Bahnhof Lucien-L’Allier in der Innenstadt von Montreal eine moderne Arena zu bauen. Zwar gab es dagegen einigen Widerstand, jedoch wurde das Franchise von den neuen Arenastatuten der NHL zum Neubau gezwungen. Am 11. März 1996 spielten die Canadiens das letzte Mal im Forum, es fand eine große Zeremonie statt, unter anderem wurde eine Fackel vom Forum zum neuen Centre Molson von nahezu allen lebenden Canadiens-Legenden getragen. Das Spiel gewannen die Habs mit 4:1.

## Weitere Nutzung

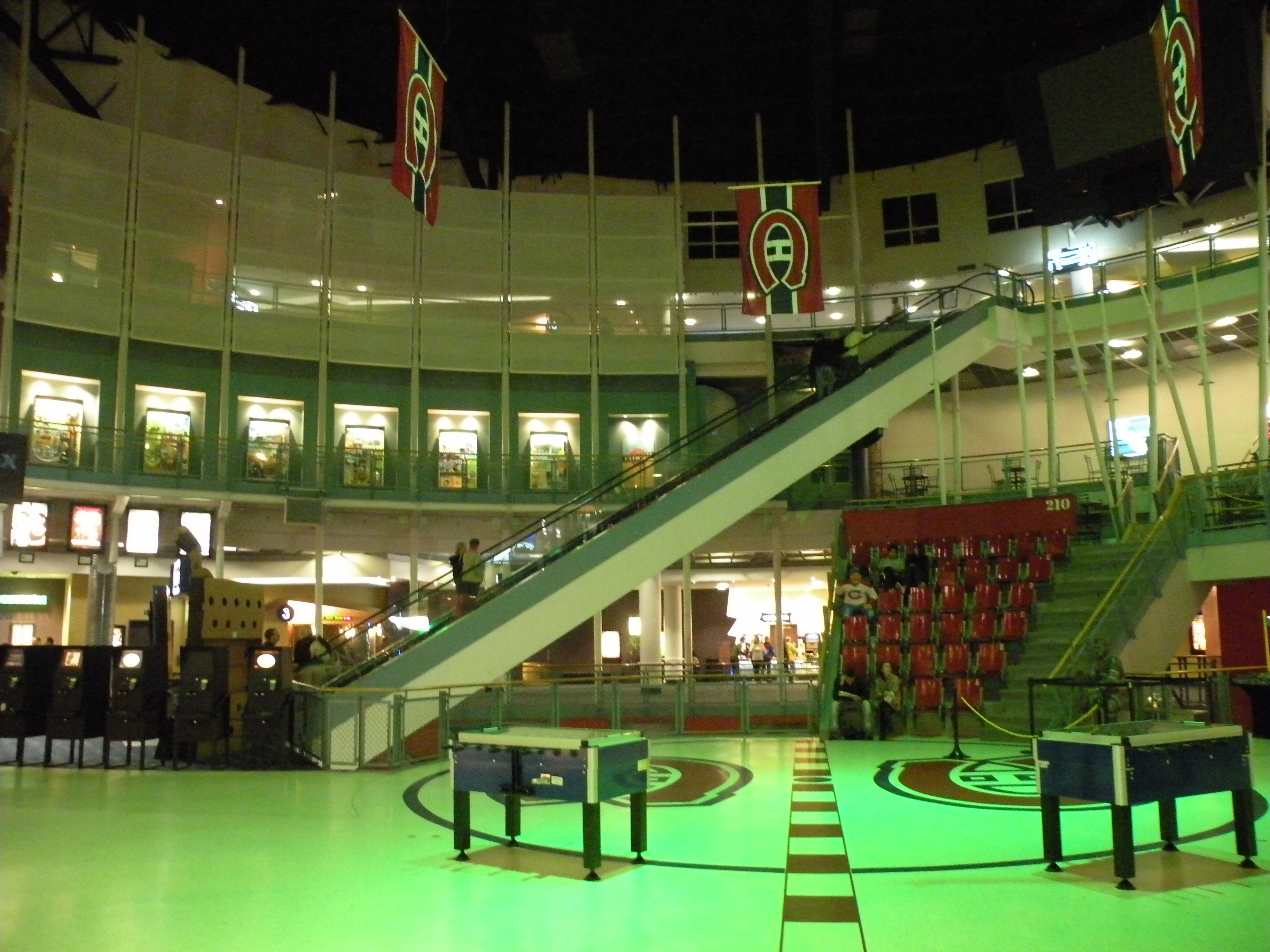
Innenansicht des Forum Pepsi (2012)

Nach dem Umzug der Canadiens diente das Forum noch drei Jahre für Juniorenmeisterschaften und Veranstaltungen, 1999 kaufte PepsiCo die Arena und baute sie um. Heute befinden sich ein Kino und etliche Geschäfte im Forum Pepsi, einige Sitzplätze und die Abzeichnung des alten Spielfeldes erinnern noch an vergangene Tage. Im Eingangsbereich ist für jeden gewonnenen Stanley Cup eine Markierung in den Boden eingelassen, insgesamt 24 Plaketten.